# Balnagown Castle

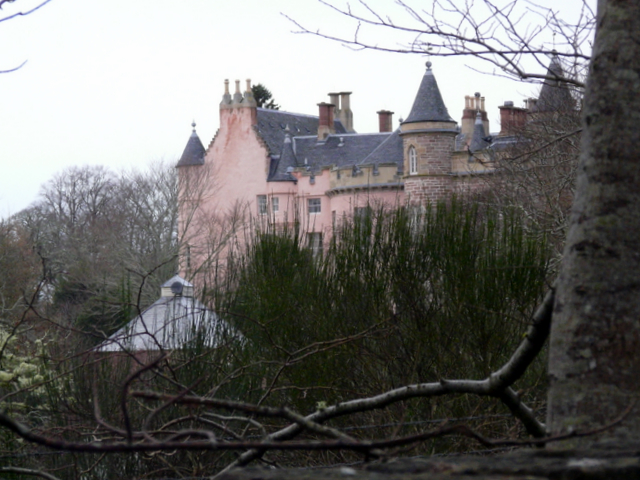
Balnagown Castle

Balnagown Castle ist eine Burg beim Dorf Kildary in Easter Ross in der schottischen Council Area Highland. Historisch lag sie in der traditionellen Grafschaft Ross-shire. Es gab dort seit dem 14. Jahrhundert eine Burg; das heutige Gebäude entstammt Umbauten aus dem 18. und 19. Jahrhundert. Balnagown Castle gehörte früher dem Clan Ross und ab den 1970er-Jahren dem ägyptischen Geschäftsmann Mohamed Al-Fayed. Historic Scotland hat die Burg als historisches Bauwerk der Kategorie B gelistet und der Park ist im Inventory of Gardens and Designed Landscapes in Scotland enthalten.

## Geschichte
Anfang des 14. Jahrhunderts ließ Hugh, Mormaer of Ross mit dem Bau einer Burg beginnen. Hugh war der Gatte von Maud, der Schwester von König Robert the Bruce, auch wenn die Familie nach Hughs Tod 1333 die königliche Gunst und ihre Ländereien verlor. Balnagown Castle erwarb ein Stiefsohn von Hugh 1375; er ließ das Anwesen erweitern, ein Prozess, der über die folgenden Jahrhunderte fortgesetzt wurde. 1585 wurde Alexander Ross, 9. Laird of Balnagown, für vogelfrei erklärt, was auch auf dessen Sohn George zutraf.
Während der Kriege der drei Königreiche kämpfte David Ross, 12. Laird of Balnagown, 1651 in der Schlacht von Worcester für den englischen König Karl II.; er wurde gefangen genommen und starb im Tower of London. Der 13. Laird, ebenfalls David Ross, heiratete 1666 Anne, die Tochter von James Stuart, 4. Earl of Moray. David und Anne ließen Balnagown Castle wiederaufbauen, was man an einem Datumsstein mit der Jahreszahl 1672 in der Burg sieht. Sie hinterließen keine Erben und so fiel das Anwesen 1711 an die Familie Ross of Halkhead.
1754 fiel Balnagown Castle an einen anderen Zweig der Familie; Admiral Sir John Lockhart-Ross, 6. Baronet, erbte das Anwesen. Der Admiral verwendete viel Zeit und Geld auf die Verbesserung des Anwesens und wurde so zum „effizientesten und unternehmungsfreudigsten Halter eines Anwesens in den Highlands in diesen Tagen“. Sein Sohn und Erbe, Sir Charles Lockhart-Ross, beauftragte James Gillespie Graham mit einer neugotischen Umgestaltung der Burg und ein italienischer Garten wurde angelegt. Sir Charles Ross, 9. Baronet, erbte das Anwesen 1911. Er führte die Tradition landwirtschaftlicher Verbesserungen fort, indem er Silos und Erntemaschinen zur Bewirtschaftung der Ländereien einführte. Er erfand auch das Ross-Gewehr, das er in Kanada herstellen ließ. Um den Balnagown Estate vor dem Zugriff der britischen Steuerbehörden zu schützen, erklärte Ross das Anwesen zu einem Gemeindeteil des US-amerikanischen Staates Delaware. Anschließend konnte er nicht mehr ins Vereinigte Königreich zurückkehren, da er mit seiner Inhaftierung rechnen musste.
Vom Tode dieses letzten Bewohners der Familie Ross 1942 bis zum Kauf des Anwesens durch Mohamed Al-Fayed 1972 blieb die Burg unbewohnt und verfiel. Al-Fayed begann mit der Restaurierung von Burg und Anwesen.